# Hamid Drake
Hamid Drake (Monroe, 1955. augusztus 3. –) amerikai dzsesszdobos, ütőhangszeres.

## Pályakép
Drake Chicagóban nőtt fel, ahol Fred Anderson fiától tanult dobolni.  Bekerült Anderson zenekarába. Ezt követően George Lewisszal és más zenészekkel is dolgozott az "Association for the Advancement of Creative Musicians" köréből. 1978-tól Adam Rudolphhoz hasonlóan Foday Musa Suso Társaságához tartozott, majd játszott Don Cherryvel és Jim Pepperrel.
Melba Moore soulénekessel és az „Animal Farm” rockegyüttesben is játszott. Gyakran dolgozik William Parkerrel, David Murray-vel, Nicole Mitchellel, Peter Brötzmannal, Scott Fields-szel, Georg Gräwe-vel, Irène Schweizerrel, Ken Vandermarkkal, Bill Laswellel, Wadada Leo Smith-szel, Tóth Viktorral, Pasquale Mirraval és Michael Zeranggal is.
Az 1990-es évek végére Hamid Drake a dzsessz és az improvizált zene egyik legjobb ütőhangszeresévé vált. Az afro-kubai, indiai és afrikai ütőhangszereket és hatásokkal élő Drake együttműködik a legjobb free jazz improvizátorokkal. Világzenét is játszik. Az 1970-es évek végén a Foday Musa Suso tagja volt, és reggae-t játszott.
Drake volt az egyik első amerikai dobos, aki komolyan tanulmányozta más zenei kultúrák ütőhangszeres zenei hagyományait.

## Lemezválogatás
- Emancipation Proclamation: A Real Statement of Freedom ( 2000)
- BrothersTogether (2001)
- Hu: Vibrational
- Bindu
- Fred Anderson & Hamid Drake: From the River to the Ocean (2007)
- Hamid Drake & Michael Zerang: For Ed Blackwell (1995, 2015)
  - https://musicbrainz.org/artist/fea97104-f20a-41e3-b5a5-bb40bd0bed83